# 광대싸리
광대싸리(학명: Securinega suffruticosa)는 여우주머니과에 속하는 갈잎 떨기나무이다. 한국 원산이며, 일본과 대만에도 서식한다. 산과 들 어디서나 자라며 양지바른 곳을 좋아한다. 나무 모습이 싸리류와 닮았지만, 싸리류의 잎이 3출엽인 반면 광대싸리는 홑잎이 난다.

## 형태
키는 3~4 미터 정도 자라는데, 간혹 10 미터에 달하는 것도 있다. 가지는 갈색이거나 붉은색이 도는데, 끝이 밑으로 처지며, 어린 가지는 겨울에 말라 죽는다. 잎은 어긋나고 가죽질이며 타원 모양이고 가장자리가 밋밋하다. 길이는 2~6 센티미터, 너비 12~25 밀리미터로 양면에 털이 없고, 앞은 녹색이고 뒷면은 흰빛이 돈다. 암수딴그루로 꽃은 6~7월에 잎겨드랑이에 노란색 꽃이 모여 핀다. 열매는 동그란 삭과로 9~10월에 황갈색으로 익는다. 지름 4 밀리미터 정도로 조그맣고, 석 줄의 홈이 있으며, 다 익으면 세 조각으로 갈라져서 여섯 개의 씨가 나온다.

## 쓰임새
땔감으로 쓰는데, 열량이 높다. 새순을 광대순이라 부르며 봄철에 먹는다. 가지, 잎, 뿌리를 일엽추(一葉萩)라 하며 약용한다. 성미는 맵고 쓰며 따뜻하다. 혈액 순환을 원활하게 하고 근육의 긴장을 풀어주며, 근육과 뼈를 강하고 튼튼하게 한다. 비장(脾臟)을 튼튼하게 하고 위(胃)를 유익하게 하는 효능이 있다.

## 사진

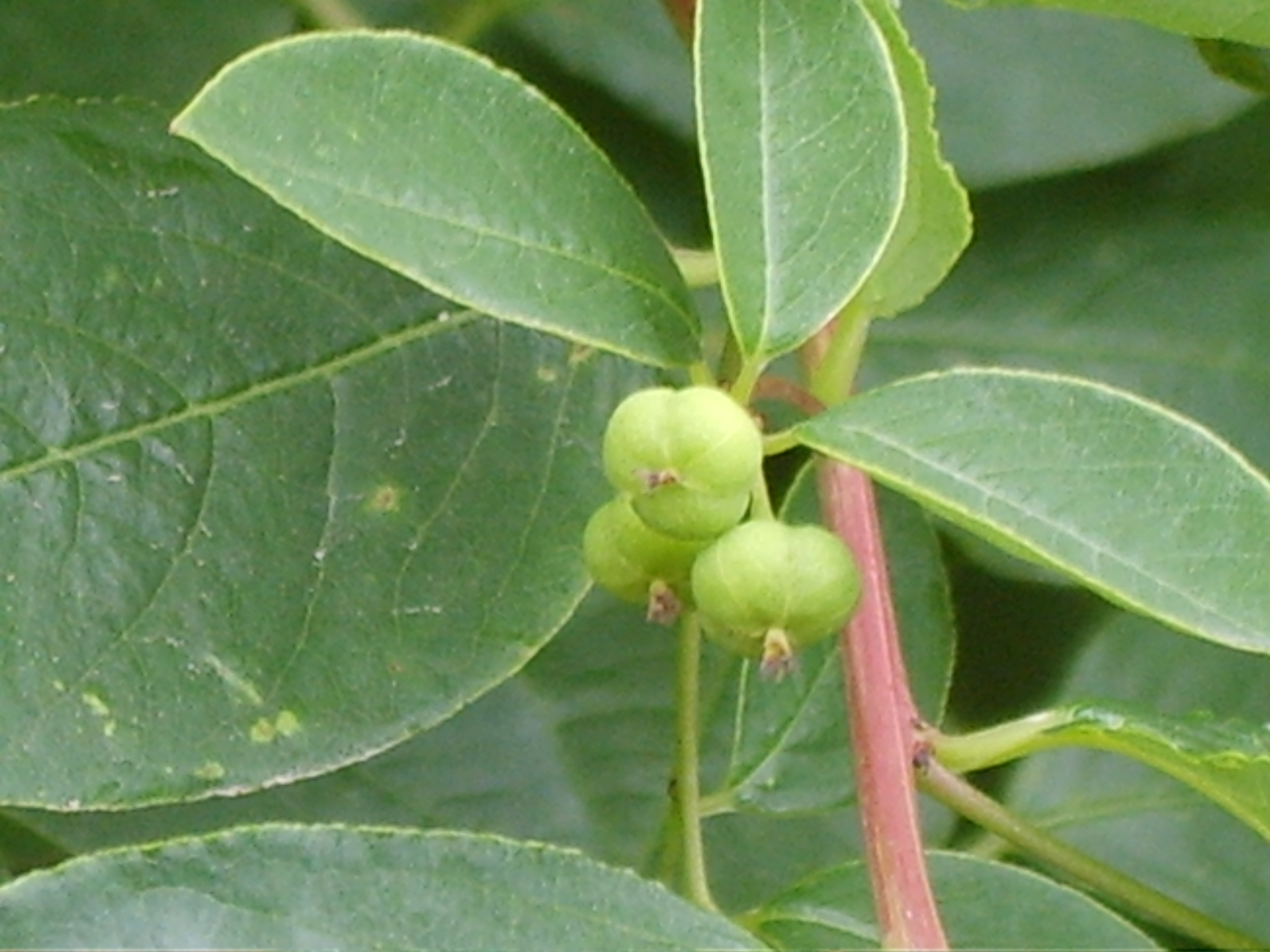
열매
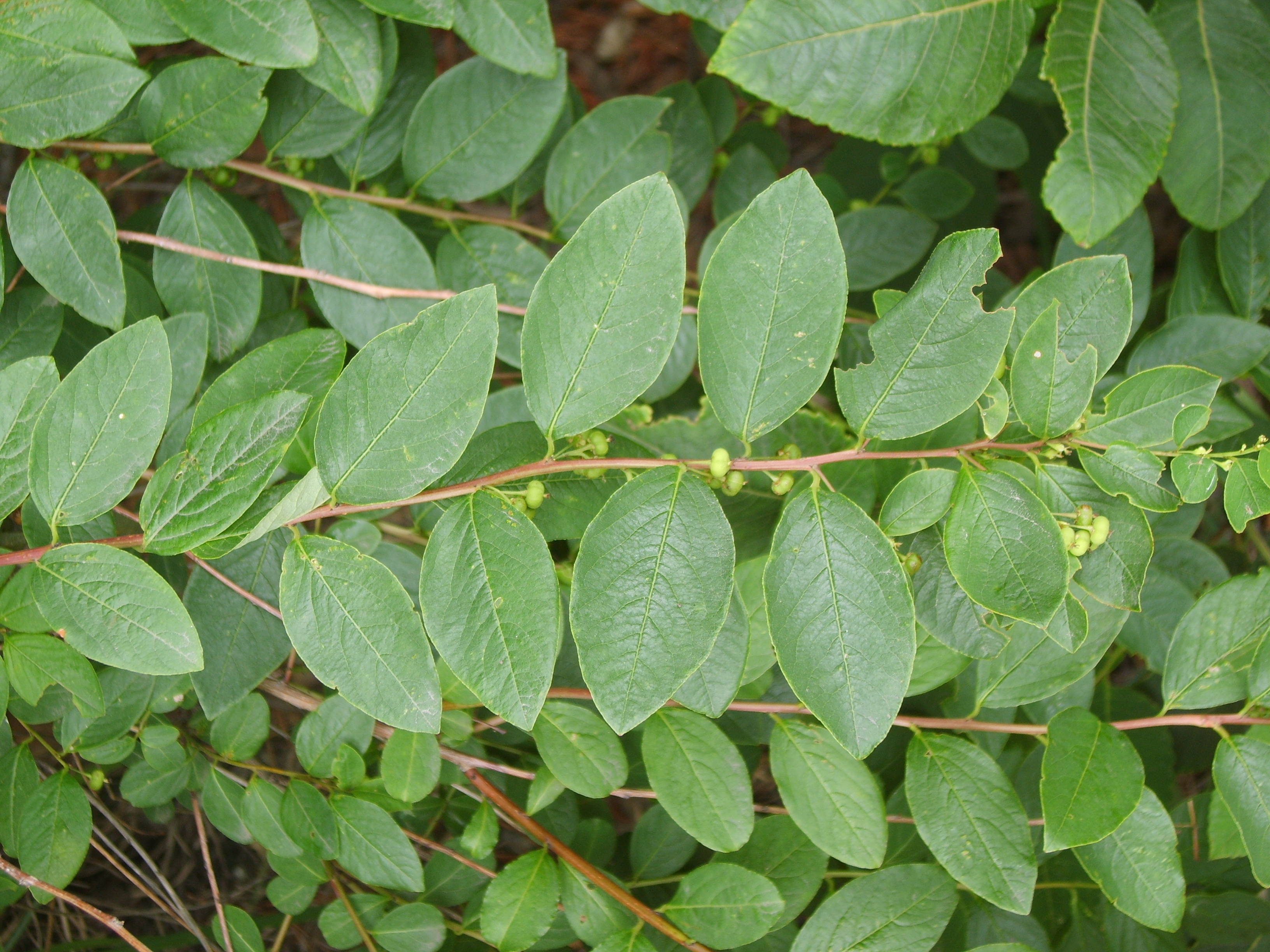
잎줄기